# خانه صمدخان
خانه صمدخان مربوط به دوره قاجار است و در شهربابک، خیابان شریعتی، مقابل عمارت موسی خان واقع شده و این اثر در تاریخ ۷ مهر ۱۳۸۱ با شمارهٔ ثبت ۶۱۳۸ به‌عنوان یکی از آثار ملی ایران به ثبت رسیده است.